# Novala Takemoto
Novala Takemoto (嶽本 野ばら, Takemoto Nobara, Uji, 26 januari 1968) is een Japans auteur en modeontwerper. Zijn echte naam is Toshiaki Takemoto (嶽本 稔明, Takemoto Toshiaki). Zijn pseudoniem vertaalt naar "De Wilde Roos".

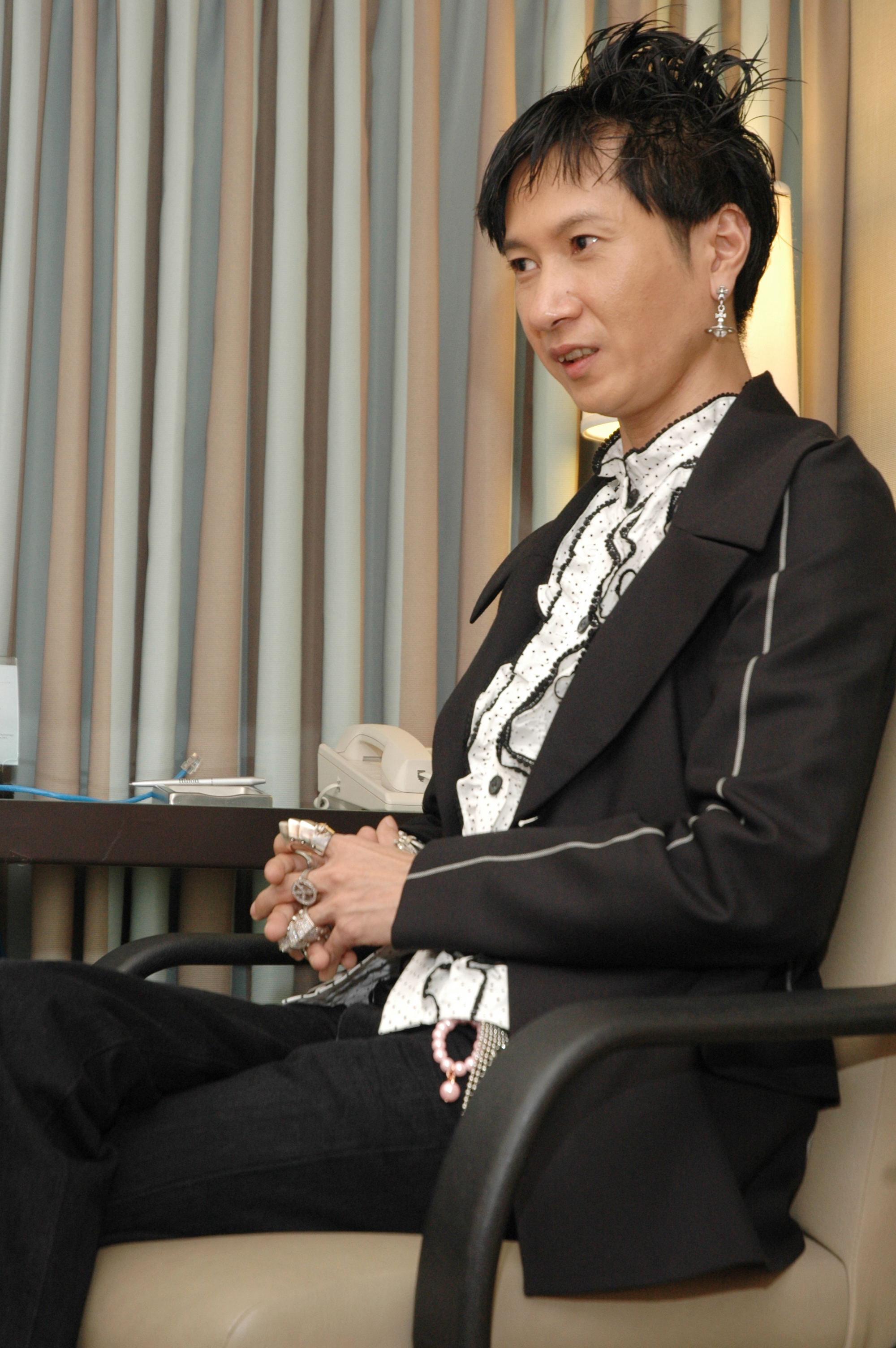
Novala Takemoto

Takemoto is een van de meest actieve promotors van de lolita-modestijl. Hij ontwierp zijn eigen kledingslijn met zijn logo voor het merk BABY, THE STARS SHINE BRIGHT en komt in veel volumes van het magazine Gothic & Lolita Bible voor. Hij houdt van Alice and the Pirates, Vivienne Westwood, MILK, rockinghorse schoenen, Christian Dior perfum, robots, sciencefiction, Taxidermie, poppen en Philip Glass. Ook heeft hij een fascinatie voor de Rococo periode en beweert hij in het jaar 1745 te zijn geboren.

## Biografie
Takemoto werd geboren in Uji te Kioto. Hij was een verlegen kind dat vaak met zijn neus in de boeken zat (voornamelijk van Osamu Dazai en Yasunari Kawabata) en was fan van de anime Candy Candy. Hij studeerde aan de Osaka Universiteit voor Schone Kunsten, maar gaf de brui aan zijn studies in 1987. Daarna nam hij deel aan heel wat kunstzinnige, muzikale en theatrale activiteiten. Van 1992 tot 1997 publiceerde hij essays in Hanagata Bunka Tsūshin (花形文化通信), een lokale kunstzinnige krant in Kansai. Deze essays werden verzameld en uitgegeven als een boek in 1998 onder de titel Soleilnuit: For Becoming a Proper Young Lady. Takemoto vergaarde enige roem met dit boek. Deze essays populariseerden de Japanse term otome, wat een jonge dame of jonge maagd betekent. Shogakukan publiceerde zijn debuutroman Missin' in 2000. Tweemaal werd hij genomineerd voor de Mishima Yukio Prijs, dit voor zijn roman Emily in 2003 en voor Lolita in 2004.
Takemoto is vooral bekend voor Shimotsuma Monogatari, in het westen ook bekend als Kamikaze Girls. De reeks werd omgezet tot een manga en een film geregisseerd door Tetsuya Nakashima. Zijn roman Twins --- A Variety Store Named "The End of the World" werd ook verfilmd in 2001 door Kiseki Hamada.

## Arrestatie
Op 2 september 2007 werd Takemoto gearresteerd voor het bezit van cannabis. Hij werd op straat tegengehouden door de politie omdat hij 0,22 gram cannabis bij zich had. Takemoto gaf toe dat hij de drug zelf gebruikte.
Takemoto's arrestatie had grote gevolgen voor zijn carrière. Baby, The Stars Shine Bright verwijderde elke samenwerking met hem, inclusief zijn Pour Lolita en Hello Kitty modelijn, van hun website. Takemoto's website werd gedurende lange tijd ook gesloten. Later opende deze opnieuw met een bericht waarin Takemoto zijn excuses aanbood aan zijn bezoekers.

## Oeuvre

### Romans en kortverhalen
- 2000 Missin' (ミシン)
- 2001 Twins: A Variety Store Named "The End of the World" (Twins---Zoku-Sekai no Owari to Iu Na no Zakkaten / ツインズ――続・世界の終わりという名の雑貨店)
- 2001 Café: A Collection of Literary Sketches (Café Shōhinshū / カフェー小品集)
- 2002 Emily (エミリー)
- 2002 Shimotsuma Story (Shimotsuma Monogatari / 下妻物語)
(Engelse titel van de verfilming: Kamikaze Girls)
- 2003 Princess Scale (Uroko-hime / 鱗姫)
- 2003 Calps Alpis (カルプス・アルピス)
- 2003 A Child Abandoned by Deus (Deusu no Sutego / デウスの棄て児)
- 2004 Lolita. (ロリヰタ。)
- 2004 Missin' 2: Kasako (ミシン２／カサコ)
- 2005 SHIMOTSUMA STORY FINAL (Shimotsuma Monogatari Kan---Yankī-chan to Rorīta-chan to Satsujin Jiken / 下妻物語・完　ヤンキーちゃんとロリータちゃんと殺人事件)
- 2005 Sicilienne (シシリエンヌ)
- 2006 Happiness (ハピネス)
- 2007 ALL WORKS Fetish
- 2007 Metamorphosis (Henshin / 変身)
- 2007 Hallucinative Anthology (Gensō Shōhinshū / 幻想小品集)
- 2007 Arabian Nights (Sen'yaichiya Kishi--Arajin to Mahō no Okaimono / 千夜一夜騎士――アラジンと魔法のお買物)
- 2008 Cannabis (Taima / タイマ)
- 2008 Olochi, super remix ver. (Orochi, super remix ver. / おろち)
- 2008 ROCK'N'ROLL SWINDLE――How to Form a Proper Punk Band (ROCK'N'ROLL SWINDLE――Tadashii panku bando no tsukurikata / 正しいパンク・バンドの作り方)
- 2009 Unhallowed Kingdom (Shukufuku sarenai ōkoku / 祝福されない王国)
- 2009 Long-Distance Love at 14 Years Old (Jūyonsai no enkyori ren'ai / 十四歳の遠距離恋愛)

### Essay verzamelingen
- 1998 Soleilnuit: For Becoming a Proper Young Lady (Soreinu---Tadashii Otome ni Naru Tame ni / それいぬ――正しい乙女になるために)
- 2002 Patchwork (パッチワーク)
- 2004 Alice's Adventures in Fantasy Land (Ren'ai no Kuni no Arisu / 恋愛の国のアリス)

### Prentenboeken
- 2004 Uloco-hime: Princess Scale (うろこひめ)

### Fotoboeken
- 2007 Short hope (foto's door Maki Miyashita)

### Overige
- I Love You
- 2009 Maidens' Trivia (Otome no toribia / 乙女のトリビア)

- Bibsys: 10041211
- CiNii: DA13111875
- Gemeinsame Normdatei: 138272352
- International Standard Name Identifier: 0000 0000 8328 4985
- Library of Congress Control Number: n2005077262
- MusicBrainz: 5b17b8d8-ac25-47bc-8e99-af0713c8cc3a
- Bibliotheek van het Japanse parlement: 00683293
- Nationale Bibliotheek van Israël: 987007445336205171
- Virtual International Authority File: 117345945
- WorldCat: E39PBJgCQvpm3BrcDRPwTcg3Qq